# SB-649,915
-{
SB-649,915}- je inhibitor preuzimanja serotonina i antagonist  i  receptora koji se istražuje zbog njegovog antidepresivnog dejstva. U odnosu na selectivne inhibitore preuzimanja serotonina (SSRI), SB-649,915 ima brži početak dejstva i verovatno ima veću kliničku efikasnost.